# Przemysław Stupnowicz
Przemysław Stupnowicz (ur. 15 października 1995 w Łodzi) – polski lekkoatleta specjalizujący się w biegach długodystansowych oraz trener przygotowania motorycznego, instruktor, sędzia i zawodnik nordic walking, autor książek o tematyce sportowej.

## Osiągnięcia
- Mistrz Polski w Nordic Walking na dystansie 20 km w kategorii 18–29 lat (31 sierpnia 2013, Złotoryja)[2][3],
- Wicemistrz Świata w Nordic Walking na dystansie półmaratonu w kategorii 18–29 lat (5 października 2013, Szklarska Poręba)[4],
- Mistrz Polski w Nordic Walking na dystansie półmaratonu w kategorii 18–29 lat (9 sierpnia 2014, Osielsko k. Bydgoszczy)[5][6],
- Wicemistrz Polski w Nordic Walking na dystansie maratonu w kategorii 18–29 lat (11 kwietnia 2015, Osielsko k. Bydgoszczy)[7],
- Mistrz Polski w Nordic Walking na dystansie półmaratonu w kategorii 18–29 lat (8 sierpnia 2015, Osielsko k. Bydgoszczy)[8][9],
- Wicemistrz Polski w Nordic Walking na dystansie maratonu w kategorii 18–29 lat (23 kwietnia 2016, Osielsko k. Bydgoszczy)[10],
- Mistrz Polski w Nordic Walking na dystansie półmaratonu w kategorii 18–29 lat (6 sierpnia 2016, Osielsko k. Bydgoszczy)[11],
- Zdobywca Pucharu Polski w Nordic walking w latach 2015, 2016 w kategorii 18–29 lat,
- Rekordzista Polski w biegu 12 godzinnym w kategorii U23 (10 czerwca 2018, Dąbrowa Górnicza)[12],
- Zwycięzca w Mistrzostwach Polski w biegu 24-godzinnym w Supraślu, kwiecień 2019 r. w kategorii wiekowej 20–29 lat[13].

Biegacz specjalizujący się w ultramaratonach.
Instruktor oraz sędzia Polskiego Stowarzyszenia Nordic Walking.

## Publikacje
- Kod zwycięstwa. Jak ultramaratończycy pokonują swoje słabości, Wydawnictwo Kasper, Warszawa 2020, ISBN 978-83-63896-32-4.
- Kiedy życie mówi: biegnij. O maratonach i zasadach, które zmieniają wszystko, Wydawnictwo Kasper, Poznań 2023, ISBN 978-83-63896-68-3.

## Odznaczenia
W 2022 otrzymał brązową odznakę „Za Zasługi dla Sportu”.
W 2023 odznaczony „Za Zasługi dla Miasta Łodzi”.